# ترخس قزمي
ترخس قزمي (الاسم العلمي:Trechus pumilus) هو نوع من الحشرات يتبع جنس الترخس من فصيلة الخنافس الأرضية.